# Oh Takbeon
Oh Tak-beon (en coréen : 오탁번) est un écrivain, poète, et critique sud-coréen né le 3 juillet 1943 à Jecheon dans la province de Chungcheongbuk-do et mort le 15 février 2023,.

## Biographie
Oh Tak-beon est né le 3 juillet 1943 à Jecheon dans la province de Chungcheong du Nord. Il a intégré l'université de Corée où il a étudié la littérature coréenne, puis a travaillé en tant que professeur au département d'éducation coréenne à la même université.
En 1997, le prix Jeong Ji-yong lui est décerné pour le poème 白頭山 天池 (« Le Lac Cheonji au sommet de la montagne Baekdusan ») et en 2003, le prix de l'Association des poètes coréens pour Moufles (Beong-eori janggap).

## Œuvre
L'Institut coréen de traduction littéraire (LTI of Korea) résume l'œuvre de Oh Tak-beon de cette manière :  
Son premier ouvrage publié fut un conte pour enfants intitulé Cheori et son père (Cheoriwa abeoji). Ce premier récit lui a permis de remporter le concours littéraire de la nouvelle année parrainé par le journal Dong-a Ilbo en 1966. La notion d'innocence associée à l'enfance est une des préoccupations majeures dans cette œuvre. Dans ses récits, l'idéalisation de cet état naturel pendant l'enfance renforce ce sentiment de perte qui accompagne le début de l'âge adulte . Les personnages adultes luttent contre la pauvreté et la bassesse du quotidien par des comportements impulsifs qui bafouent le plus souvent les normes et les conventions. Avec des phrases concises et pleines d'esprit, une imagination débordante, un ton vif caractéristique des contes pour enfants, Oh Tak-beon reflète l'innocence et la pureté d'un enfant dans son style même d'écriture.
Cet auteur est connu à la fois pour ses romans et pour ses poésies, ayant remporté des prix dans les deux catégories. Il a également écrit plusieurs ouvrages de critique concernant la poésie coréenne moderne et l'histoire littéraire.

## Publications (sélection)
Poèmes
- 순은이 빛나는 이 아침에 Ce matin resplendissant (1967)
- 처형의 땅 Terre d'exécution (1967)
- 강설 Chute de neige (1969)

Romans
- 가등사 Le temple Gadeung (1970)
- 혼례 Le mariage (1971)
- 귀로 Le chemin de retour (1972)
- 열쇠를 돌리는 법 Comment tourner la clé (1981)
- 언어의 묘지 La tombe du langage (1983)
- 달맞이꽃 Fleurs de lune (1984)